# Đại Việt địa dư toàn biên

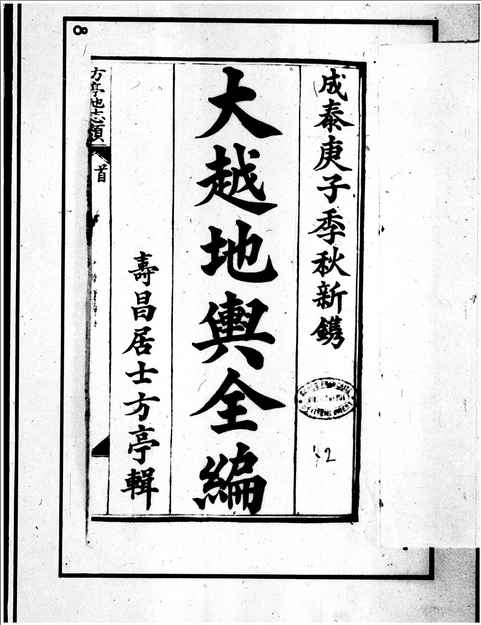
Bìa sách, bản lưu tại Viện Viễn Đông Bác cổ

Đại Việt địa dư toàn biên (大越地輿全編) là cuốn sách cổ về địa lý học lịch sử Việt Nam. Sách gồm 5 quyển, do Nguyễn Văn Siêu và Bùi Quỹ biên tập, Nguyễn Trọng Hợp viết tựa, khắc in lần đầu năm 1900. 

## Tác giả
Nguyễn Văn Siêu (1799-1872) hiệu là Phương Đình, đỗ Phó bảng năm 1838. Ông làm quan ở Hàn Lâm viện và một số nơi khác, tới năm 1854 thì về hưu. Ông dạy học và soạn sách ở quê nhà Thanh Trì, Hà Nội.
Bùi Quỹ (1796-1861) tự là Hữu Trúc, quê Hưng Yên. Ông đỗ Tiến sĩ năm 1829 và được bổ làm Hàn lâm viện Biên tu. Sau đó ông còn trải nhiều chức quan khác nhau.
Nguyễn Trọng Hợp (1834-1902) cùng quê với Nguyễn Văn Siêu và viết tựa cho sách. Ông là quan Phụ chính đại thần, trải bảy đời vua từ Tự Đức đến Thành Thái.

## Nội dung
Sách gồm 5 quyển, trong đó quyển 1, 2, 4 do Nguyễn Văn Siêu soạn; còn quyển 3, 5 do Bùi Quỹ soạn.
Quyển 1 - Ngã Việt phương dư tiền biên, có thể chia làm 3 phần chính:
- Địa chí tiền biên: các ghi chép về nước ta qua các thư tịch cổ Trung Quốc gồm: Tiền Hán thư địa lý chí, Hậu Hán thư quận quốc chí, Tấn thư địa lý chí, Lưu Tống châu quận chí, Nam Tề châu quận chí, Tùy thư địa lý chí, Đường thư địa lý chí và sơ lược thời thuộc Minh.
- Thiên hạ quận quốc lợi bệnh thư - An Nam cương vực bị lục: các ghi chép cụ thể hơn về thời thuộc Minh, soạn cuối thời Minh đầu thời Thanh.
- Độc sử phương dư kỷ yếu - An Nam bị lục: các ghi chép cụ thể hơn về châu huyện, thành trì, sông núi, nước láng giềng... soạn thời Thanh.

Quyển 2 - Tiền Lê chánh biên (từ nhà Lê Sơ trở về trước), gồm 2 phần chính:
- Hành chính từ thời Đinh đến thời Lê Sơ, dựa theo Đại Việt sử ký toàn thư
- Địa chí loại tạp khảo: bàn về các địa danh Giao Chỉ, nước Việt, núi Ngũ Lĩnh... và cương vực nước ta với phương Bắc.

Quyển 3 - Đại Nam phương dư chính biên phần 1
- Các tỉnh miền trung và nam của nhà Nguyễn: Kinh Sư và Thừa Thiên phủ, Bình Định tỉnh, Nghệ An tỉnh, Quảng Bình tỉnh, Thanh Hóa tỉnh, Quảng Nam tỉnh, Quảng Nghĩa tỉnh, Bình Thuận tỉnh, Khánh Hòa tỉnh, Gia Định tỉnh, Biên Hòa tỉnh, Vĩnh Long tỉnh, An Giang tỉnh, Hà Tiên tỉnh.

Quyển 4 - gồm 2 phần chính:
- Ngoại quốc chư truyện: Thuận Thành di sự (Chiêm Thành), truyện nước Cao Man (Chân Lạp), Côn Lôn dương (các nước nam đảo ngoài biển), truyện hai nước Thủy Xá và Hỏa Xá (Tây Nguyên), truyện nước Vạn Tượng (Ai Lao), truyện nước Nam Trưởng (Lão Qua)
- Chư thủy khảo: Khảo cứu về ngọn nguồn các dòng sông Nhị Hà, sông Tam Đức và các sông thuộc tỉnh Cao Bằng - Thái Nguyên - Lạng Sơn.

Quyển 5 - Đại Nam phương dư chính biên phần 2
- Các tỉnh miền bắc của nhà Nguyễn: Hà Nội tỉnh, Nam Định tỉnh, Ninh Bình tỉnh, Nam Định tỉnh, Hưng Yên tỉnh, Hải Dương tỉnh, Quảng Yên tỉnh, Sơn Tây tỉnh, Hưng Hóa tỉnh, Tuyên Quang tỉnh, Bắc Ninh tỉnh, Thái Nguyên tỉnh, Lạng Sơn tỉnh, Cao Bằng tỉnh.

## Xuất bản
Theo lời tựa của Nguyễn Trọng Hợp thì Nguyễn Văn Siêu và Bùi Quỹ cùng soạn chung sách bằng chữ Hán (viết tay). Mãi tới năm 1882, khi cả hai ông đều đã mất, các học trò của Nguyễn Văn Siêu mới đem khắc ván in. Nhưng khi đó Pháp bắt đầu gây hấn Bắc Kỳ nên công việc dang dở, tới năm 1900 mới hoàn thành.
Bản dịch chữ quốc ngữ đầu tiên có tên là Phương Đình dư địa chí do Ngô Mạnh Nghinh dịch, Nhà xuất bản Tự do ấn hành năm 1959 tại Sài Gòn. Bản này viết sai tên là Nguyễn Siêu (một trong 12 sứ quân).
Bản dịch phổ biến hiện nay có tên Đại Việt địa dư toàn biên do Viện Sử học dịch, Nhà xuất bản Văn hóa ấn hành năm 1997 đề tên Nguyễn Văn Siêu.